# Cassida seraphina
Cassida seraphina — жук подсемейства щитовок из семейства листоедов. Выделяется в монотипический подрод Alledoya.

## Распространение
Встречается в Армении, Кавказе, Греции и Турции.

## Экология и местообитания
Кормовые растения — маревые (Chenopodiaceae): свёкла обыкновенная (Beta vulgaris), марь белая (Chenopodium album), инкарвиллея семиреченская (Niedzwedzkia semiretschenskia) и шпинат огородный (Spinacia oleracea).